# Galatasaray Istanbul/Saison 2009/10

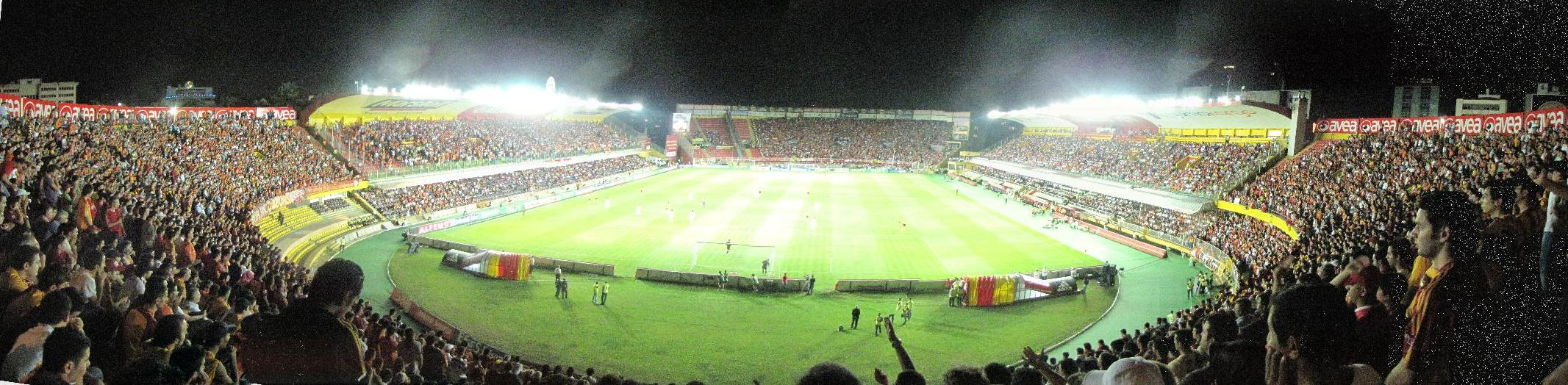
Das Ali Sami Yen Stadyumu (23. Juli 2009)

Die Saison 2009/10 von Galatasaray Istanbul war die 102. Saison in der Vereinsgeschichte und die 52. Saison in der türkischen Liga, der Süper Lig. Der Klub beendete die Saison auf dem 3. Platz. Die Türkiye Kupası endete für Galatasaray Istanbul im Viertelfinale. In der UEFA Europa League schieden die Gelb-Roten im Sechzehntelfinale aus.

## Personalien

### Kader
| Nr.        | Nat.                  | Name               | Geburtsdatum  | im Verein seit | vorheriger Verein |
| Torhüter   | Torhüter              | Torhüter           | Torhüter      | Torhüter       | Torhüter          |
| ---------- | --------------------- | ------------------ | ------------- | -------------- | ----------------- |
| 01         | Turkei Deutschland    | Aykut Erçetin      | 14. Sep. 1982 | 2002           | eigene Jugend     |
| 25         | Argentinien Italien   | Leo Franco         | 20. Mai 1977  | 2009           | Atlético Madrid   |
| 86         | Turkei                | Ufuk Ceylan        | 23. Juni 1986 | 2009           | Manisaspor        |
| Abwehr     |                       |                    |               |                |                   |
| 02         | Turkei                | Emre Güngör        | 1. Aug. 1984  | 2008           | MKE Ankaragücü    |
| 03         | Turkei                | Uğur Uçar          | 5. Apr. 1987  | 2003           | eigene Jugend     |
| 05         | Turkei                | Gökhan Zan         | 7. Sep. 1981  | 2009           | Beşiktaş Istanbul |
| 12         | Australien Nordirland | Lucas Neill        | 9. März 1978  | 2010           | FC Everton        |
| 21         | Turkei                | Emre Aşık          | 13. Dez. 1973 | 2006           | Beşiktaş Istanbul |
| 22         | Turkei Deutschland    | Hakan Balta        | 23. März 1983 | 2007           | Vestel Manisaspor |
| 23         | Turkei                | Serkan Kurtuluş    | 1. Jan. 1990  | 2008           | Bursaspor         |
| 55         | Turkei                | Sabri Sarıoğlu     | 26. Juli 1984 | 2001           | eigene Jugend     |
| 76         | Turkei                | Servet Çetin       | 17. März 1981 | 2007           | Sivasspor         |
| 80         | Turkei Deutschland    | Murat Akça         | 13. Juli 1990 | 2008           | eigene Jugend     |
| 88         | Turkei                | Caner Erkin        | 4. Okt. 1988  | 2007           | PFK ZSKA Moskau   |
| 90         | Turkei                | Çetin Güngör       | 7. Juni 1990  | 2009           | eigene Jugend     |
| 91         | Turkei                | Berk Neziroğluları | 1. Feb. 1991  | 2009           | eigene Jugend     |
| Mittelfeld |                       |                    |               |                |                   |
| 08         | Deutschland Turkei    | Barış Özbek        | 14. Sep. 1986 | 2007           | Rot-Weiss Essen   |
| 09         | Brasilien Italien     | Elano              | 14. Juni 1981 | 2009           | Manchester City   |
| 14         | Turkei                | Mehmet Topal       | 3. März 1986  | 2006           | Dardanelspor      |
| 16         | Turkei                | Mustafa Sarp       | 5. Nov. 1980  | 2009           | Bursaspor         |
| 18         | Turkei                | Ayhan Akman        | 23. Feb. 1977 | 2001           | Beşiktaş Istanbul |
| 37         | Turkei                | Emre Çolak         | 20. Mai 1991  | 2009           | eigene Jugend     |
| 40         | Turkei                | Caner Öztel        | 8. Feb. 1991  | 2009           | eigene Jugend     |
| 69         | Turkei                | Cumhur Yılmaztürk  | 5. Jan. 1990  | 2008           | eigene Jugend     |
| Angriff    |                       |                    |               |                |                   |
| 10         | Turkei                | Arda Turan         | 30. Jan. 1987 | 2005           | eigene Jugend     |
| 11         | Elfenbeinküste        | Abdul Kader Keïta  | 6. Aug. 1981  | 2009           | Olympique Lyon    |
| 15         | Tschechien            | Milan Baroš        | 22. Sep. 1978 | 2008           | Olympique Lyon    |
| 19         | Australien England    | Harry Kewell       | 22. Sep. 1978 | 2008           | FC Liverpool      |
| 30         | Mexiko Spanien        | Giovani dos Santos | 11. Mai 1989  | 2010           | Tottenham Hotspur |
| 32         | Brasilien             | Jô                 | 20. März 1987 | 2010           | Manchester City   |
| 33         | Turkei                | Berkin Arslan      | 3. Feb. 1992  | 2009           | eigene Jugend     |

#### Transfers
| Zugänge | Abgänge |
| --- | --- |
| Sommer 2009 - Ufuk Ceylan (Manisaspor) - Elano (Manchester City) - Caner Erkin (PFK ZSKA Moskau) a. - Serdar Eylik (eigene Jugend) - Leo Franco (Atlético Madrid) - Abdul Kader Keïta (Olympique Lyon) - Mustafa Sarp (Bursaspor) - Gökhan Zan (Beşiktaş Istanbul) Winter 2009/10 - Giovani dos Santos (Tottenham Hotspur) a. - Emre Çolak (eigene Jugend) - Jô (Manchester City) a. - Lucas Neill (FC Everton) | Sommer 2009 - Cafercan Aksu (Konya Şekerspor) - Necati Ateş (Antalyaspor) - Marcelo Carrusca (Estudiantes de La Plata) - Uğur Demirok (Kartalspor) a. - Morgan De Sanctis (FC Sevilla) w.a. - Ferdi Elmas (Unbekannt) - Erkan Ferin (1461 Trabzon) - Mehmet Güven (Manisaspor) - Ümit Karan (Eskişehirspor) - Fırat Kocaoğlu (Kasımpaşa Istanbul) a. - Lincoln (Palmeiras São Paulo) - Özgürcan Özcan (Çaykur Rizespor) a. - Zafer Şakar (Boluspor) - Hasan Şaş (Karriere beendet) - Orkun Uşak (Manisaspor) - Volkan Yaman (Eskişehirspor) - Yaser Yıldız (Manisaspor) Winter 2009/10 - Serkan Çalık (Gençlerbirliği Ankara) - Alparslan Erdem (Gençlerbirliği Ankara) - Serdar Eylik (Orduspor) a. - Semih Kaya (Gaziantepspor) a. - Shabani Nonda (Karriere beendet) - Tobias Linderoth (Vereinslos) - Aydın Yılmaz (Eskişehirspor) a. |

### Sportliche Leitung und Vereinsführung

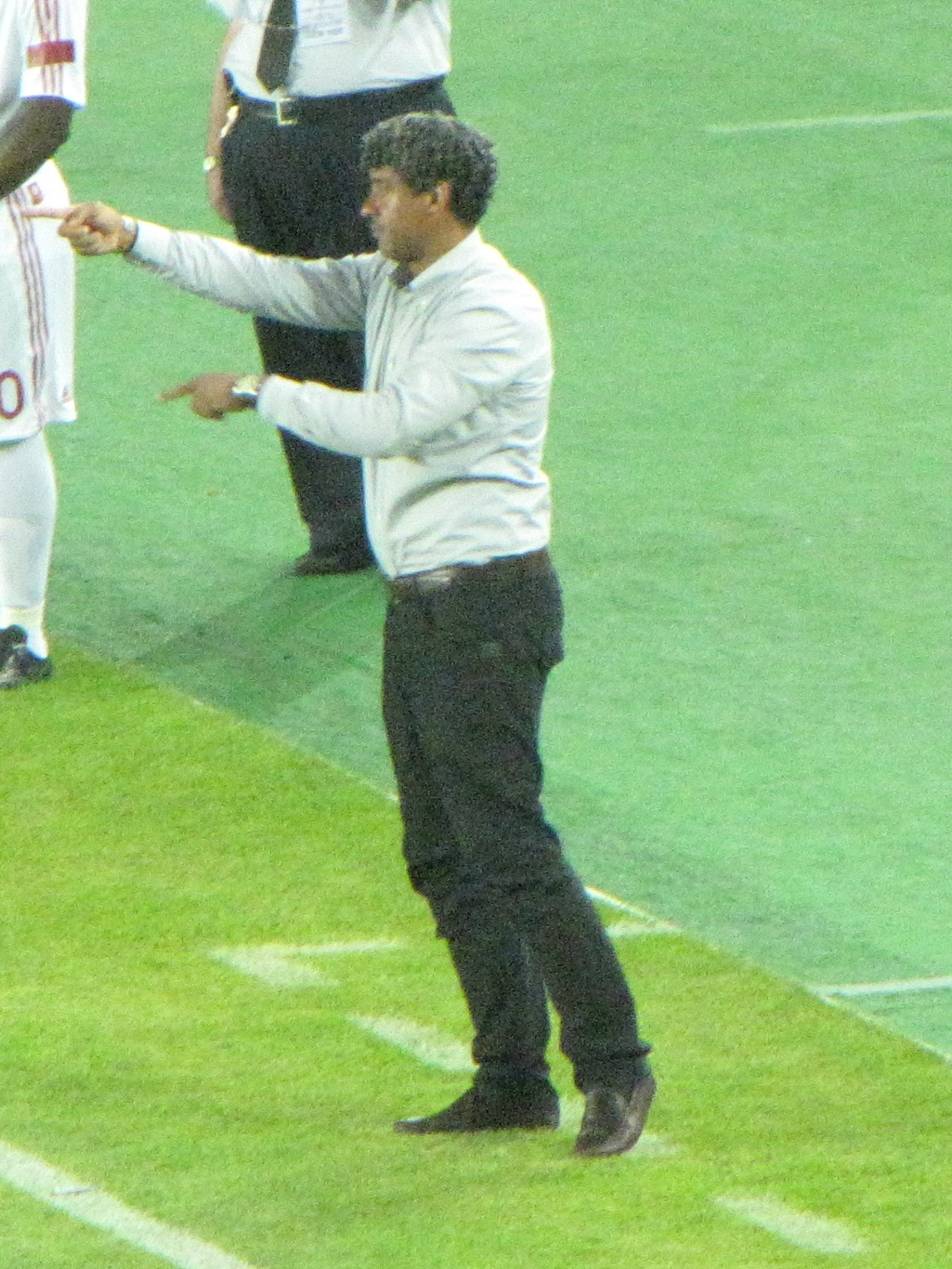
Frank Rijkaard während des Spiels gegen Tobyl Qostanai.

| Name                      | Funktion        |
| Trainer- und Betreuerstab |                 |
| Frank Rijkaard            | Cheftrainer     |
| Johan Neeskens            | Co-Trainer      |
| Nezih Ali Boloğlu         | Torwarttrainer  |
| Albert Roca Puyol         | Fitnesstrainer  |
| Carlos Cuadrat Xiqués     | Fitnesstrainer  |
| Murat Çevik               | Mannschaftsarzt |

## Spielkleidung
| Heim | Auswärts | Ausweich | Ausweich |

- Ausrüster: Adidas
- Trikotsponsor: Türk Telekom
- Ärmelsponsor: Avea
- Rückensponsor: Ülker

## Saison
Alle Ergebnisse aus Sicht von Galatasaray Istanbul.
Die Tabelle listet alle Süper-Lig-Spiele des Vereins der Saison 2009/10 auf. Siege sind grün, Unentschieden gelb und Niederlagen rot markiert.

### Süper Lig
| ST | Datum              | Gegner                | Ort                                  | Ergebnis  | Tor(e) für Galatasaray Istanbul                                                               | Karte(n) für Galatasaray Istanbul                                 |
| -- | ------------------ | --------------------- | ------------------------------------ | --------- | --------------------------------------------------------------------------------------------- | ----------------------------------------------------------------- |
| 01 | 9. August 2009     | Gaziantepspor         | Kamil Ocak Stadı, Gaziantep          | 3:2 (2:1) | 1:0 Turan (8.), 2:0 Sarp (21.), 3:1 Nonda (85.)                                               | Turan (90.)                                                       |
| 02 | 15. August 2009    | Denizlispor           | Ali Sami Yen Stadyumu, Istanbul      | 4:1 (1:1) | 1:1 Kewell (45. Handelfmeter), 2:1 Turan (59.), 3:1 Kewell (66.), 4:1 Akyıldız (74. Eigentor) | Baroš (40.), Özbek (49.), Keïta (85.)                             |
| 03 | 23. August 2009    | Kayserispor           | Ali Sami Yen Stadyumu, Istanbul      | 4:1 (2:1) | 1:0 Baroš (14.), 2:1 Makukula (35. Eigentor), 3:1 Elano (65.), 4:1 Baroš (89.)                | Sarıoğlu (84.)                                                    |
| 04 | 31. August 2009    | Ankaraspor            | Osmanlı Stadı, Ankara                | 3:0 1     | 1:0 Kewell (74.), 2:0 Nonda (83.)                                                             | keine                                                             |
| 05 | 12. September 2009 | Beşiktaş Istanbul     | Ali Sami Yen Stadyumu, Istanbul      | 3:0 (1:0) | 1:0 Sarp (4.), 2:0 Baroš (65.), 3:0 Baroš (82.)                                               | Sarp (37.), Baroš (85.), Aşık (90.+3')                            |
| 06 | 21. September 2009 | Kasımpaşa Istanbul    | Recep Tayyip Erdoğan Stadı, Istanbul | 3:1 (1:0) | 1:1 Nonda (62.), 2:1 Nonda (89.), 3:1 Nonda (90.+3')                                          | Sarp (48.), Keïta (72.)                                           |
| 07 | 27. September 2009 | Eskişehirspor         | Ali Sami Yen Stadyumu, Istanbul      | 1:1 (1:0) | 1:0 Nonda (38.)                                                                               | Topal (35.), Sarıoğlu (78.)                                       |
| 08 | 4. Oktober 2009    | MKE Ankaragücü        | 19 Mayıs Stadı, Ankara               | 0:3 (0:0) | keine                                                                                         | Sarp (60.)                                                        |
| 09 | 18. Oktober 2009   | Trabzonspor           | Ali Sami Yen Stadyumu, Istanbul      | 4:3 (2:1) | 1:0 Kewell (23.), 2:0 Çetin (37.), 3:2 Turan (69.), 4:2 Baroš (71.)                           | Özbek (74.), Turan (78.), Baroš (88.), Keïta (90.)                |
| 10 | 25. Oktober 2009   | Fenerbahçe Istanbul   | Şükrü Saracoğlu Stadı, Istanbul      | 1:3 (0:1) | 1:2 Balta (56.)                                                                               | Keïta (27.), Franco (52.), Nonda (61.), Akman (86.), Keïta (74.)  |
| 11 | 1. November 2009   | Sivasspor             | Ali Sami Yen Stadyumu, Istanbul      | 2:0 (2:0) | 1:0 Nonda (11.), 2:0 Kewell (45.)                                                             | Balta (62.), Sarp (73.), Özbek (77.), Sarıoğlu (90.+2')           |
| 12 | 8. November 2009   | Diyarbakırspor        | Atatürk Stadı, Diyarbakır            | 2:1 (1:1) | 1:1 Sarıoğlu (43.), 2:1 Turan (52.)                                                           | Özbek (29.), Özbek (64.)                                          |
| 13 | 22. November 2009  | Manisaspor            | Ali Sami Yen Stadyumu, Istanbul      | 1:1 (1:0) | 1:0 Kewell (38.)                                                                              | Zan (90.+6')                                                      |
| 14 | 27. November 2009  | Bursaspor             | Atatürk Stadı, Bursa                 | 0:1 (0:0) | keine                                                                                         | Kewell (38.), Elano (76.), Sarıoğlu (89.), Turan (90.), Zan (90.) |
| 15 | 6. Dezember 2009   | Istanbul BB           | Ali Sami Yen Stadyumu, Istanbul      | 1:1 (1:0) | 1:0 Kewell (56.)                                                                              | Balta (59.), Kewell (90.), Sarp (90.), Yılmaz (90.)               |
| 16 | 11. Dezember 2009  | Antalyaspor           | Atatürk Stadı, Antalya               | 3:2 (1:2) | 1:2 Keïta (30.), 2:2 Elano (64.), 3:2 Kewell (68.)                                            | Topal (36.), Kewell (89.)                                         |
| 17 | 19. Dezember 2009  | Gençlerbirliği Ankara | Ali Sami Yen Stadyumu, Istanbul      | 1:0 (0:0) | 1:0 Kewell (77.)                                                                              | Erkin (56.), Keïta (68.)                                          |
| 18 | 24. Januar 2010    | Gaziantepspor         | Ali Sami Yen Stadyumu, Istanbul      | 1:0 (0:0) | 1:0 Sarp (75.)                                                                                | keine                                                             |
| 19 | 31. Januar 2010    | Denizlispor           | Atatürk Stadı, Denizli               | 2:1 (1:0) | 1:0 Turan (19.), 2:1 Jô (61.)                                                                 | Çolak (27.), Franco (82.)                                         |
| 20 | 6. Februar 2010    | Kayserispor           | Atatürk Stadı, Kayseri               | 0:0       | keine                                                                                         | E. Güngör (32.), Erkin (62.)                                      |
| 21 | 14. Februar 2010   | Ankaraspor            | Ali Sami Yen Stadyumu, Istanbul      | 3:0 1     |                                                                                               |                                                                   |
| 22 | 21. Februar 2010   | Beşiktaş Istanbul     | İnönü Stadı, Istanbul                | 1:1 (0:0) | 1:0 Turan (68.)                                                                               | Özbek (29.)                                                       |
| 23 | 28. Februar 2010   | Kasımpaşa Istanbul    | Ali Sami Yen Stadyumu, Istanbul      | 4:1 (1:0) | 1:0 Turan (62.), 2:1 Keïta (75.), 3:1 Jô (82. Foulelfmeter), 4:1 Keïta (84.)                  | keine                                                             |
| 24 | 8. März 2010       | Eskişehirspor         | Atatürk Stadı, Eskişehir             | 1:2 (0:1) | 1:2 Elano (72. Foulelfmeter)                                                                  | Akman (35.), Turan (58.), Jô (62.), Erkin (63.)                   |
| 25 | 14. März 2010      | MKE Ankaragücü        | Ali Sami Yen Stadyumu, Istanbul      | 3:0 (2:0) | 1:0 Jô (4.), 2:0 Keïta (37.), 3:0 Baroš (90.+2')                                              | keine                                                             |
| 26 | 21. März 2010      | Trabzonspor           | Hüseyin Avni Aker Stadı, Trabzon     | 0:1 (0:1) | keine                                                                                         | keine                                                             |
| 27 | 28. März 2010      | Fenerbahçe Istanbul   | Ali Sami Yen Stadyumu, Istanbul      | 0:1 (0:0) | keine                                                                                         | Topal (14.), Erkin (66.), Baroš (80.)                             |
| 28 | 5. April 2010      | Sivasspor             | 4 Eylül Stadı, Sivas                 | 1:1 (1:0) | 1:0 Özbek (17.)                                                                               | Neill (65.), Özbek (90.+4')                                       |
| 29 | 11. April 2010     | Diyarbakırspor        | Ali Sami Yen Stadyumu, Istanbul      | 4:1 (2:0) | 1:0 Baroš (18.), 2:0 Baroš (28.), 3:0 Neill (51.), 4:0 Baroš (52.)                            | Elano (32.), Erkin (44.)                                          |
| 30 | 17. April 2010     | Manisaspor            | 19 Mayıs Stadı, Manisa               | 2:1 (1:0) | 1:0 Keïta (21.), 2:0 Baroš (64.)                                                              | Baroš (41.), dos Santos (82.)                                     |
| 31 | 25. April 2010     | Bursaspor             | Ali Sami Yen Stadyumu, Istanbul      | 0:0       | keine                                                                                         | Turan (62.), Neill (63.), Keïta (74.), Erkin (90.), Neill (73.)   |
| 32 | 1. Mai 2010        | Istanbul BB           | Atatürk-Olympiastadion, Istanbul     | 1:0 (1:0) | 1:0 Baroš (23.)                                                                               | E. Güngör (16.), Akman (54.), Jô (89.)                            |
| 33 | 8. Mai 2010        | Antalyaspor           | Ali Sami Yen Stadyumu, Istanbul      | 1:2 (0:0) | 1:0 Ayhan (65. Eigentor)                                                                      | Sarıoğlu (74.), Balta (88.), Topal (89.)                          |
| 34 | 16. Mai 2010       | Gençlerbirliği Ankara | 19 Mayıs Stadı, Ankara               | 1:2 (0:1) | 1:1 Çolak (57.)                                                                               | Erkin (55.), Uçar (69.), Uçar (85.)                               |

### Türkiye Kupası
| Runde                   | Datum             | Gegner               | Ort                             | Ergebnis  | Tor(e) für Galatasaray Istanbul                                                                 | Karte(n) für Galatasaray Istanbul      |
| ----------------------- | ----------------- | -------------------- | ------------------------------- | --------- | ----------------------------------------------------------------------------------------------- | -------------------------------------- |
| Play-off-Runde          | 28. Oktober 2009  | Bucaspor             | Ali Sami Yen Stadyumu, Istanbul | 2:1 (2:0) | 1:0 Kewell (17.), 2:0 Turan (32.)                                                               | Elano (34.), Erkin (64.), Kewell (66.) |
| Gruppenphase            | 23. Dezember 2009 | Trabzonspor          | Ali Sami Yen Stadyumu, Istanbul | 2:1 (1:0) | 1:0 Erkin (40.), 2:0 Turan (47.)                                                                | Erkin (38.)                            |
| Gruppenphase            | 10. Januar 2010   | Orduspor             | 19 Eylül Stadı, Ordu            | 3:0 (1:0) | 1:0 Turan (10.), 2:0 Nonda (52.), 3:0 Nonda (62.)                                               | Akman (34.), Erkin (58.), Turan (70.)  |
| Gruppenphase            | 17. Januar 2010   | Denizli Belediyespor | Ali Sami Yen Stadyumu, Istanbul | 5:1 (3:0) | 1:0 Erkin (8.), 2:0 Özbek (18.), 3:0 Özbek (23.), 4:1 Çolak (62. Foulelfmeter), 5:1 Çolak (65.) | keine                                  |
| Gruppenphase            | 27. Januar 2010   | MKE Ankaragücü       | 19 Mayıs Stadı, Ankara          | 0:0       | keine                                                                                           | E. Güngör (27.), Akman (68.)           |
| Viertelfinale-Hinspiel  | 3. Februar 2010   | Antalyaspor          | Atatürk Stadı, Antalya          | 1:2 (1:2) | 1:0 Turan (10.)                                                                                 | E. Güngör (65.), dos Santos (86.)      |
| Viertelfinale-Rückspiel | 10. Februar 2010  | Antalyaspor          | Ali Sami Yen Stadyumu, Istanbul | 3:2 (1:1) | 1:0 Elano (32. Foulelfmeter), 2:1 Çolak (48.), 3:2 Erkin (86.)                                  | Elano (26.)                            |

### UEFA Europa League

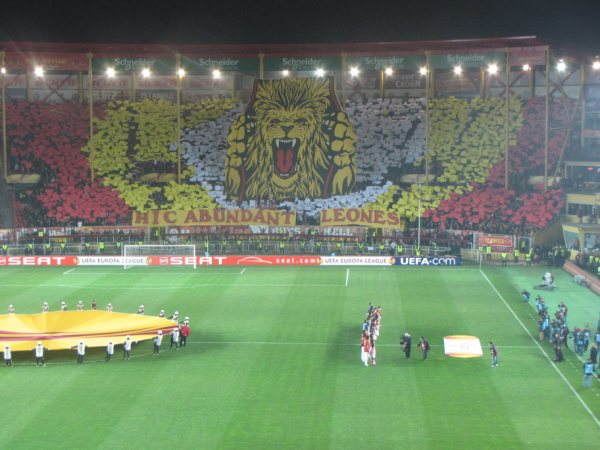
Fan-Choreografie vor der Partie zwischen Galatasaray und Atlético Madrid.

| Runde                            | Datum              | Gegner              | Ort                              | Ergebnis  | Tor(e) für Galatasaray Istanbul                                                                             | Karte(n) für Galatasaray Istanbul                              |
| -------------------------------- | ------------------ | ------------------- | -------------------------------- | --------- | --- | -------------------------------------------------------------- |
| 2. Qualifikationsrunde-Hinspiel  | 16. Juli 2009      | Tobyl Qostanai      | Zentralstadion Qostanai          | 1:1 (1:1) | 1:1 Baroš (58.)                                                                                             | Sarp (40.), Zan (53.), Yılmaz (61.), Erdem (67.), Erdem (72.)  |
| 2. Qualifikationsrunde-Rückspiel | 23. Juli 2009      | Tobyl Qostanai      | Ali Sami Yen Stadyumu, Istanbul  | 2:0 (0:0) | 1:0 Sarp (64.), 2:0 Çetin (90.+2')                                                                          | keine                                                          |
| 3. Qualifikationsrunde-Hinspiel  | 30. Juli 2009      | Maccabi Netanja     | Sar-Tov-Stadion, Netanja         | 4:1 (1:1) | 1:1 Balta (30.), 2:1 Kewell (47.), 3:1 Sarıoğlu (53.), 4:1 Baroš (73.)                                      | Sarp (64.), Baroš (76.)                                        |
| 3. Qualifikationsrunde-Rückspiel | 6. August 2009     | Maccabi Netanja     | Ali Sami Yen Stadyumu, Istanbul  | 6:0 (2:0) | 1:0 Özbek (2.), 2:0 Keïta (6.), 3:0 Özbek (49.), 4:0 Nonda (53.), 5:0 Nonda (57.), 6:0 Nonda (90.+1')       | keine                                                          |
| Play-offs-Hinspiel               | 20. August 2009    | FC Levadia Tallinn  | Ali Sami Yen Stadyumu, Istanbul  | 5:0 (2:0) | 1:0 Keïta (20.), 2:0 Keïta (45.), 3:0 Baroš (56. Foulelfmeter), 4:0 Kewell (78.), 5:0 Leitan (88. Eigentor) | keine                                                          |
| Play-offs-Rückspiel              | 27. August 2009    | FC Levadia Tallinn  | Kadrioru staadion, Tallinn       | 1:1 (0:0) | 1:1 Nonda (64.)                                                                                             | E. Güngör (20.), Elano (89.)                                   |
| Gruppenphase                     | 17. September 2009 | Panathinaikos Athen | Olympiastadion Athen             | 3:1 (1:0) | 1:0 Elano (5.), 2:0 Baroš (47.), 3:0 Sarriegi (57. Eigentor)                                                | Franco (44.), Aşık (69.), Uçar (76.)                           |
| Gruppenphase                     | 1. Oktober 2009    | SK Sturm Graz       | Ali Sami Yen Stadyumu, Istanbul  | 1:1 (0:1) | 1:1 Baroš (63.)                                                                                             | Aşık (67.), Sarıoğlu (73.)                                     |
| Gruppenphase                     | 22. Oktober 2009   | Dinamo Bukarest     | Ali Sami Yen Stadyumu, Istanbul  | 4:1 (2:0) | 1:0 Kewell (32.), 2:0 Nonda (42.), 3:0 Nonda (46.), 4:0 Elano (58. Foulelfmeter)                            | Akman (50.), Kewell (64.)                                      |
| Gruppenphase                     | 5. November 2009   | Dinamo Bukarest     | Dinamo-Stadion, Bukarest         | 3:0 (2:0) | 1:0 Kewell (22.), 2:0 Nonda (24.), 3:0 Topal (56.)                                                          | keine                                                          |
| Gruppenphase                     | 3. Dezember 2009   | Panathinaikos Athen | Ali Sami Yen Stadyumu, Istanbul  | 1:0 (0:0) | 1:0 Gilberto Silva (50. Eigentor)                                                                           | Turan (25.), Kewell (44.), Sarp (90.+1')                       |
| Gruppenphase                     | 16. Dezember 2009  | SK Sturm Graz       | Stadion Graz-Liebenau            | 0:1 (0:1) | keine | keine                                                          |
| Sechzehntelfinale-Hinspiel       | 18. Februar 2010   | Atlético Madrid     | Estadio Vicente Calderón, Madrid | 1:1 (0:1) | 1:1 Keïta (77.)                                                                                             | Çetin (40.)                                                    |
| Sechzehntelfinale-Rückspiel      | 25. Februar 2010   | Atlético Madrid     | Ali Sami Yen Stadyumu, Istanbul  | 1:2 (0:0) | 1:1 Keïta (65.)                                                                                             | Topal (58.), Turan (60.), Uçar (67.), Erkin (79.), Erkin (80.) |

### Freundschaftsspiele
Diese Tabelle führt die ausgetragenen Freundschaftsspiele auf.
| Datum         | Gegner              | Ort                            | Ergebnis  | Tor(e) für Galatasaray Istanbul    | Karte(n) für Galatasaray Istanbul |
| ------------- | ------------------- | ------------------------------ | --------- | ---------------------------------- | --------------------------------- |
| 1. Juli 2009  | 1. FC Kleve         | Stadion am Bresserberg, Kleve  | 2:2 (2:2) | 1:0 Şentürk (6.), 2:0 Yılmaz (18.) | keine                             |
| 5. Juli 2009  | al Ahly SC          | Lohrheidestadion, Wattenscheid | 1:0 (1:0) | 1:0 Özbek (34. Foulelfmeter)       | Aşık (79.)                        |
| 8. Juli 2009  | Wydad Casablanca    | Lohrheidestadion, Wattenscheid | 1:0 (1:0) | 1:0 Çolak (42.)                    | Aşık (52.)                        |
| 11. Juli 2009 | Bayer 04 Leverkusen | Lohrheidestadion, Wattenscheid | 0:1 (0:1) | keine                              | Kurtuluş (30.)                    |

## Statistiken

### Teamstatistik
| Wettbewerb         | Punkte | daheim | daheim | daheim | daheim | daheim | auswärts | auswärts | auswärts | auswärts | auswärts | Gesamt | Gesamt | Gesamt | Gesamt | Gesamt | Tordifferenz |
| Wettbewerb         | Punkte | Sp     | S      | U      | N      | TV     | Sp       | S        | U        | N        | TV       | Sp     | S      | U      | N      | TV     | Tordifferenz |
| ------------------ | ------ | ------ | ------ | ------ | ------ | ------ | -------- | -------- | -------- | -------- | -------- | ------ | ------ | ------ | ------ | ------ | ------------ |
| Süper Lig          | 64     | 17     | 11     | 4      | 2      | 37:13  | 17       | 8        | 3        | 6        | 24:22    | 34     | 19     | 7      | 8      | 61:35  | +26          |
| Türkiye Kupası     | –      | 4      | 4      | 0      | 0      | 12:5   | 3        | 1        | 1        | 1        | 4:2      | 7      | 5      | 1      | 1      | 16:7   | +9           |
| UEFA Europa League | –      | 7      | 5      | 1      | 1      | 20:4   | 7        | 3        | 3        | 1        | 13:6     | 14     | 8      | 4      | 2      | 33:10  | +23          |
| Gesamt             | 64     | 28     | 20     | 5      | 3      | 69:22  | 27       | 12       | 7        | 8        | 41:30    | 55     | 32     | 12     | 11     | 110:52 | +58          |

### Saisonverlauf
| Spieltag | 1 | 2 | 3 | 4 | 5 | 6 | 7 | 8 | 9 | 10 | 11 | 12 | 13 | 14 | 15 | 16 | 17 | 18 | 19 | 20 | 21 | 22 | 23 | 24 | 25 | 26 | 27 | 28 | 29 | 30 | 31 | 32 | 33 | 34 |
| -------- | - | - | - | - | - | - | - | - | - | -- | -- | -- | -- | -- | -- | -- | -- | -- | -- | -- | -- | -- | -- | -- | -- | -- | -- | -- | -- | -- | -- | -- | -- | -- |
| Spielort | A | H | H | A | H | A | H | A | H | A  | H  | A  | H  | A  | H  | A  | H  | H  | A  | A  | H  | A  | H  | A  | H  | A  | H  | A  | H  | A  | H  | A  | H  | A  |
| Resultat | S | S | S | S | S | S | U | N | S | N  | S  | S  | U  | N  | U  | S  | S  | S  | S  | U  | S  | U  | S  | N  | S  | N  | N  | U  | S  | S  | U  | S  | N  | N  |
| Platz    | 3 | 3 | 2 | 1 | 1 | 1 | 1 | 2 | 2 | 2  | 3  | 2  | 2  | 2  | 4  | 4  | 3  | 2  | 2  | 2  | 2  | 1  | 1  | 1  | 2  | 2  | 2  | 4  | 4  | 3  | 3  | 3  | 3  | 3  |

Quelle: https://www.weltfussball.de/spielplan/tur-sueper-lig-2009-2010
Legende: Spielort: H = Heim; A = Auswärts. Resultat: S = Sieg; U = Unentschieden; N = Niederlage

### Spielerstatistiken
| Spieler            | Süper Lig | Süper Lig | Süper Lig   | Süper Lig  | Türkiye Kupası | Türkiye Kupası | Türkiye Kupası | Türkiye Kupası | Europa League | Europa League | Europa League | Europa League | Total    | Total | Total       | Total      |
| Spieler            | Einsätze  | Tore      | Gelbe Karte | Rote Karte | Einsätze       | Tore           | Gelbe Karte    | Rote Karte     | Einsätze      | Tore          | Gelbe Karte   | Rote Karte    | Einsätze | Tore  | Gelbe Karte | Rote Karte |
| ------------------ | --------- | --------- | ----------- | ---------- | -------------- | -------------- | -------------- | -------------- | ------------- | ------------- | ------------- | ------------- | -------- | ----- | ----------- | ---------- |
| Murat Akça         | 0         | 0         | 0           | 0          | 0              | 0              | 0              | 0              | 0             | 0             | 0             | 0             | 0        | 0     | 0           | 0          |
| Ayhan Akman        | 19        | 0         | 3           | 0          | 6              | 0              | 2              | 0              | 7             | 0             | 1             | 0             | 32       | 0     | 6           | 0          |
| Berkin Arslan      | 0         | 0         | 0           | 0          | 1              | 0              | 0              | 0              | 0             | 0             | 0             | 0             | 1        | 0     | 0           | 0          |
| Emre Aşık          | 6         | 0         | 1           | 0          | 2              | 0              | 0              | 0              | 4             | 0             | 2             | 0             | 12       | 0     | 3           | 0          |
| Hakan Balta        | 25        | 1         | 3           | 0          | 3              | 0              | 0              | 0              | 9             | 1             | 0             | 0             | 37       | 2     | 3           | 0          |
| Milan Baroš        | 17        | 11        | 5           | 0          | 0              | 0              | 0              | 0              | 5             | 5             | 0             | 0             | 22       | 16    | 5           | 0          |
| Servet Çetin       | 24        | 1         | 0           | 0          | 6              | 0              | 0              | 0              | 9             | 1             | 1             | 0             | 39       | 2     | 1           | 0          |
| Ufuk Ceylan        | 0         | 0         | 0           | 0          | 3              | 0              | 0              | 0              | 0             | 0             | 0             | 0             | 3        | 0     | 0           | 0          |
| Emre Çolak         | 8         | 1         | 1           | 0          | 3              | 3              | 0              | 0              | 0             | 0             | 0             | 0             | 11       | 4     | 1           | 0          |
| Giovani dos Santos | 14        | 0         | 1           | 0          | 2              | 0              | 1              | 0              | 2             | 0             | 0             | 0             | 18       | 0     | 2           | 0          |
| Elano              | 25        | 3         | 2           | 0          | 4              | 1              | 1              | 1              | 9             | 2             | 1             | 0             | 38       | 6     | 4           | 1          |
| Aykut Erçetin      | 7         | 0         | 0           | 0          | 4              | 0              | 0              | 0              | 1             | 0             | 0             | 0             | 12       | 0     | 0           | 0          |
| Alparslan Erdem    | 0         | 0         | 0           | 0          | 1              | 0              | 0              | 0              | 3             | 0             | 0             | 1             | 4        | 0     | 0           | 1          |
| Caner Erkin        | 20        | 0         | 7           | 0          | 6              | 3              | 3              | 0              | 4             | 0             | 1             | 1             | 30       | 3     | 11          | 1          |
| Serdar Eylik       | 1         | 0         | 0           | 0          | 0              | 0              | 0              | 0              | 2             | 0             | 0             | 0             | 3        | 0     | 0           | 0          |
| Leo Franco         | 26        | 0         | 2           | 0          | 0              | 0              | 0              | 0              | 9             | 0             | 1             | 0             | 35       | 0     | 3           | 0          |
| Emre Güngör        | 10        | 0         | 2           | 0          | 5              | 0              | 2              | 0              | 3             | 0             | 1             | 0             | 18       | 0     | 5           | 0          |
| Çetin Güngör       | 0         | 0         | 0           | 0          | 2              | 0              | 0              | 0              | 1             | 0             | 0             | 0             | 3        | 0     | 0           | 0          |
| Jô                 | 13        | 3         | 2           | 0          | 2              | 0              | 0              | 0              | 0             | 0             | 0             | 0             | 15       | 3     | 2           | 0          |
| Abdul Kader Keïta  | 27        | 5         | 6           | 1          | 1              | 0              | 0              | 0              | 10            | 5             | 0             | 0             | 38       | 10    | 6           | 1          |
| Harry Kewell       | 17        | 9         | 3           | 0          | 2              | 1              | 1              | 0              | 7             | 4             | 2             | 0             | 26       | 14    | 6           | 0          |
| Serkan Kurtuluş    | 0         | 0         | 0           | 0          | 1              | 0              | 0              | 0              | 1             | 0             | 0             | 0             | 2        | 0     | 0           | 0          |
| Tobias Linderoth   | 4         | 0         | 0           | 0          | 3              | 0              | 0              | 0              | 1             | 0             | 0             | 0             | 8        | 0     | 0           | 0          |
| Lucas Neill        | 14        | 1         | 2           | 1          | 2              | 0              | 0              | 0              | 2             | 0             | 0             | 0             | 18       | 1     | 2           | 1          |
| Berk Neziroğluları | 1         | 0         | 0           | 0          | 0              | 0              | 0              | 0              | 0             | 0             | 0             | 0             | 1        | 0     | 0           | 0          |
| Shabani Nonda      | 13        | 7         | 1           | 0          | 4              | 2              | 0              | 0              | 6             | 7             | 0             | 0             | 23       | 16    | 1           | 0          |
| Barış Özbek        | 19        | 1         | 5           | 2          | 6              | 2              | 0              | 0              | 8             | 2             | 0             | 0             | 33       | 5     | 5           | 2          |
| Caner Öztel        | 0         | 0         | 0           | 0          | 0              | 0              | 0              | 0              | 0             | 0             | 0             | 0             | 0        | 0     | 0           | 0          |
| Emrah Pehlivanoğlu | 0         | 0         | 0           | 0          | 0              | 0              | 0              | 0              | 0             | 0             | 0             | 0             | 0        | 0     | 0           | 0          |
| Sabri Sarıoğlu     | 24        | 1         | 5           | 0          | 1              | 0              | 0              | 0              | 8             | 1             | 1             | 0             | 33       | 2     | 6           | 0          |
| Mustafa Sarp       | 30        | 3         | 5           | 0          | 6              | 0              | 0              | 0              | 11            | 1             | 1             | 0             | 47       | 4     | 6           | 0          |
| Cem Sultan         | 0         | 0         | 0           | 0          | 0              | 0              | 0              | 0              | 0             | 0             | 0             | 0             | 0        | 0     | 0           | 0          |
| Mehmet Topal       | 24        | 0         | 0           | 0          | 5              | 0              | 0              | 0              | 8             | 1             | 1             | 0             | 37       | 1     | 1           | 0          |
| Arda Turan         | 29        | 7         | 5           | 0          | 6              | 4              | 1              | 0              | 8             | 0             | 2             | 0             | 43       | 11    | 8           | 0          |
| Uğur Uçar          | 14        | 0         | 1           | 1          | 6              | 0              | 0              | 0              | 4             | 0             | 2             | 0             | 24       | 0     | 3           | 1          |
| Orkun Uşak         | 0         | 0         | 0           | 0          | 0              | 0              | 0              | 0              | 0             | 0             | 0             | 0             | 0        | 0     | 0           | 0          |
| Volkan Yaman       | 1         | 0         | 0           | 0          | 0              | 0              | 0              | 0              | 0             | 0             | 0             | 0             | 1        | 0     | 0           | 0          |
| Aydın Yılmaz       | 11        | 0         | 1           | 0          | 2              | 0              | 0              | 0              | 4             | 0             | 0             | 0             | 17       | 0     | 1           | 0          |
| Cumhur Yılmaztürk  | 1         | 0         | 0           | 0          | 0              | 0              | 0              | 0              | 0             | 0             | 0             | 0             | 1        | 0     | 0           | 0          |
| Gökhan Zan         | 9         | 0         | 2           | 0          | 1              | 0              | 0              | 0              | 3             | 0             | 0             | 0             | 13       | 0     | 2           | 0          |